# Jean Leering
Jean Leering (IJsselstein, 11 maart 1934 - Amsterdam, 4 april 2005) was een Nederlandse museumdirecteur en hoogleraar kunstgeschiedenis.
Na een studie architectuur aan de Technische Hogeschool Delft werd hij in 1964 als opvolger van Edy de Wilde directeur van het Van Abbemuseum in Eindhoven. Tijdens zijn directoraat (1964-1973) wist hij belangrijke topstukken voor het museum te verwerven. Hij probeerde kunst minder elitair te maken en met behulp van tentoonstellingen het museum te positioneren als aanjager van maatschappelijke verandering. Jongeren probeerde hij voor actuele kunst te interesseren door middelbare scholieren voor vernissages uit te nodigen en dan inhoudelijke discussie met hen aan te gaan over recente aanwinsten, bijvoorbeeld een blauw monochroom doek van Yves Klein.
In 1968 trad Leering toe tot het organisatiecomité van documenta 4 en was verantwoordelijk voor de afdeling schilderkunst; dit zorgde ervoor dat hij lokaal en internationaal wat meer erkenning kreeg voor zijn programmering in het Van Abbemuseum.
Tijdens zijn directoraat van het Van Abbemuseum kocht Leering onder andere werk aan van de Russische avant-gardist El Lissitsky, maar ook van Fontana, Manzoni, Yves Klein, alsook Stella, Kelly, Christo en Tinguely. Vernieuwend waren zijn aankopen van Robert Morris, Dan Flavin, Donald Judd en de eerste installatie voor een Nederlands museum van Joseph Beuys.
Vanaf 1973 was hij gedurende twee jaar directeur van het Tropenmuseum in Amsterdam en twee jaar later ging Leering werken bij de Rijksgebouwendienst. In 1976 begon hij met het geven van colleges kunstgeschiedenis bij de faculteit bouwkunde aan de Technische Universiteit Eindhoven (TUE), waar hij in 1992 werd benoemd tot hoogleraar. Op 12 november 1999 ging Jean Leering bij de TUE met pensioen. In 2005 overleed hij 71-jarige leeftijd na een langdurige ziekte. Zijn leven lang wist hij een aanstekelijk optimisme te behouden.

## Biografie
- Paul Kempers, Het gaat om heel eenvoudige dingen: Jean Leering en de kunst, uitgeverij Valiz, 2018.